# سرمایه‌گذاری تأثیرگذار
سرمایه‌گذاری تأثیرگذار (*Impact Investing*) به سرمایه‌گذاری‌هایی گفته می‌شود که با هدف ایجاد *تأثیر اجتماعی یا زیست‌محیطی مثبت و قابل اندازه‌گیری در کنار بازدهی مالی* انجام می‌گیرند.
در جوهرهٔ خود، این نوع سرمایه‌گذاری تلاشی‌ست برای هم‌راستا ساختن باورها و ارزش‌های سرمایه‌گذار با نحوهٔ تخصیص سرمایه—تا بدین طریق، مسائل اجتماعی و/یا محیط‌زیستی به‌صورت فعالانه مورد توجه قرار گیرند و حل شوند.
چنین نگرشی موجب شکل‌گیری سرمایه‌گذاری‌هایی می‌شود که نه‌تنها به دنبال سود مالی هستند، بلکه در پی بهبود وضعیت جوامع انسانی، حفظ محیط‌زیست، و ایجاد تأثیرات مثبت بلندمدت نیز خواهند بود.
سرمایه‌گذاران تأثیرگذار به‌طور فعالانه تلاش می‌کنند سرمایهٔ خود را در کسب‌وکارها، سازمان‌های غیرانتفاعی و صندوق‌هایی در صنایع مختلف—نظیر انرژی‌های تجدیدپذیر—تخصیص دهند. و آموزش هستند. تأمین مالی خرد، سرمایه‌گذاران نهادی، به‌ویژه مؤسسات مالی توسعه‌ای آمریکای شمالی و اروپا، صندوق‌های بازنشستگی و موقوفات، نقش مهمی در توسعه سرمایه‌گذاری تأثیرگذار ایفا کرده‌اند. در دوران پاپ فرانسیس، کلیسای کاتولیک شاهد افزایش علاقه به سرمایه‌گذاری تأثیرگذار بود.
سرمایه‌گذاری تأثیرگذار در انواع دارایی‌ها رخ می‌دهد؛ برای مثال، سهام خصوصی / سرمایه‌گذاری خطرپذیر، بدهی و درآمد ثابت. سرمایه‌گذاری‌های تأثیرگذار می‌توانند هم در بازارهای نوظهور و هم در بازارهای توسعه‌یافته انجام شوند و بسته به اهداف سرمایه‌گذاران، ممکن است دامنه‌ای از بازدهی‌ها را هدف قرار دهند—از بازدهی کمتر از سطح بازار گرفته تا بالاتر از آن.

## توسعه
از نظر تاریخی، مقررات - و تا حد کمتری، امور خیریه - تلاشی برای به حداقل رساندن پیامدهای اجتماعی منفی (پیامدهای ناخواسته، اثرات خارجی) فعالیت‌های تجاری بود. با این‌حال، سابقه‌ای از فعالیت سرمایه‌گذاران فردی در زمینهٔ سرمایه‌گذاری مسئولانهٔ اجتماعی وجود دارد—روشی که آن‌ها از طریق آن ارزش‌ها و باورهای شخصی خود را بازتاب می‌دهند. این نوع رفتار سرمایه‌گذاری معمولاً با پرهیز از سرمایه‌گذاری در شرکت‌ها یا فعالیت‌هایی که اثرات منفی اجتماعی یا زیست‌محیطی دارند تعریف می‌شود.
همزمان، رویکردهایی مانند پیشگیری از آلودگی، مسئولیت اجتماعی شرکت‌ها و سودآوری سه‌گانه به عنوان معیارهایی برای سنجش اثرات غیرمالی، چه در داخل و چه در خارج از شرکت‌ها، آغاز شدند.در سال ۲۰۰۰، بَروخ لو (Baruch Lev) از دانشکدهٔ کسب‌وکار استرن در دانشگاه نیویورک، مجموعه‌ای از نظریه‌ها دربارهٔ دارایی‌های نامشهود را گردآوری کرد و آن‌ها را در کتابی با همین عنوان منتشر ساخت. این اثر، اندیشه‌ورزی دربارهٔ آثار غیرمالی فعالیت‌های تولیدی شرکت‌ها را گسترش داد و نقشی مهم در شکل‌گیری فهم تازه‌ای از تأثیرات نامشهود بر ارزش سازمان‌ها ایفا کرد.
اصطلاح «سرمایه‌گذاری تأثیرگذار» (*Impact Investing*) نخستین بار در سال ۲۰۰۵ توسط مارک زاپلتال از مؤسسهٔ Wartenberg Trust مطرح شد. او این واژه را در ارائه‌ای با عنوان «سرمایه‌گذاری تأثیرگذار، دریچه‌ای به سوی نیکوکاری پایدار» در نشست Global Family Office در نیویورک معرفی کرد.

## صنعت
تا سال ۲۰۲۴، تعداد صندوق‌هایی که در حوزهٔ سرمایه‌گذاری تأثیرگذار فعالیت می‌کنند حدود ۳٬۹۰۷ سازمان برآورد شده است. این نهادها مجموعاً حدود ۱٫۵۷۱ تریلیون دلار آمریکا دارایی تأثیرگذار را تحت مدیریت دارند—رقمی که در مقایسه با بازار جهانی سهام (با ارزش تقریبی ۷۸ تریلیون دلار) بسیار کوچک‌تر است. گزارش سال ۲۰۲۴ از شبکه جهانی سرمایه‌گذاری تأثیرگذار (GIIN) تخمین زده است که صنعت سرمایه‌گذاری تأثیرگذار از سال ۲۰۱۹ با نرخ رشد مرکب سالانه ۲۱ درصد رشد داشته است بزرگ‌ترین بخش‌ها از نظر تخصیص دارایی به ترتیب انرژی، مسکن، خدمات مالی (از جمله تأمین مالی خرد) و مراقبت‌های بهداشتی شناسایی شدند.